# Flash (пісня)
«Flash» (укр. «Флеш») — пісня британського рок-гурту «Queen». Написана гітаристом Браяном Меєм, «Flash» була тематичною піснею до фільму «Флеш Гордон» 1980 року.
Існує дві версії пісні. Альбомна версія («Flash's Theme») фактично є початком фільму, з усіма діалогами з першої сцени. Синглова версія — це діалог, зроблений з різних частин фільму, найімовірніше, персонажу актора Браяна Блессіда, який вигукує фразу «Гордон живий?!» («Gordon's alive?!») Ця версія також ввійшла до збірки «Greatest Hits» у 1981 році.
Пісня «Flash» співається як дует між Фредді Мерк'юрі і Браяном Меєм, а Роджер Тейлор додає високі вокальні гармонії. Мей грав на всіх інструментах крім ритм-секції. Він використовував фортепіано «Imperial Bösendorfer» (з 97 клавішами замість 88, маючи додаткову октаву на низькому діапазоні), синтезатор «Oberheim OBX» (на якому він грає у музичному відео до пісні) та свою домашню електрогітару «Red Special».
В американських чартах пісня «Flash» досягла 42-ї позиції у «Billboard Hot 100» та досягла максимальної 39-ї позиції у «Cash Box Top 100». В Європі пісня мала набагато кращі показники, потрапивши у «топ-10» чартів у більшості країн, в тому числі посівши 1 позицію в Австрії.

## Музичне відео
Відео для пісні зняв в «Anvil Studios» в Лондоні в листопаді 1980 року режисер Дон Норман, воно продемонструвало як гурт, виконує пісню перед екраном, що показує кадри з фільму. Альтернативна версія відео транслювалася під час Концерту для Кампучії у 1981 році з різними відеороликами, вона ввійшла до альбому «Flash Gordon», виданого iTunes у 2011 році.

## Музиканти
- Фредді Мерк'юрі — головний вокал, бек-вокал
- Браян Мей — головний вокал, бек-вокал, електрогітара, фортепіано, синтезатор
- Роджер Тейлор — бек-вокал, ударні, литаври
- Джон Дікон — бас-гітара

## Чарти
| Чарт (1980)                        | Позиція |
| ---------------------------------- | ------- |
| Австралія (Kent Music Report)      | 16      |
| Австрія (Ö3 Austria Top 75)        | 1       |
| Бельгія (Ultratop Flanders)        | 19      |
| Канада (RPM Top Singles)           | 24      |
| Німеччина (Official German Charts) | 3       |
| Ірландія (IRMA)                    | 10      |
| Нідерланди (Mega Single Top 100)   | 13      |
| Нова Зеландія (RIANZ)              | 32      |
| Швеція (Sverigetopplistan)         | 17      |
| Велика Британія (UK Singles Chart) | 10      |
| США (Billboard Hot 100)            | 42      |
| США (Cash Box Top 100)             | 39      |

## Сертифікації і продажі
| Країна                                             | Сертифікація | Продаж   |
| -------------------------------------------------- | ------------ | -------- |
| Велика Британія (BPI)                              | Срібло       | 250.000^ |
| ^ дані про партії засновані тільки на сертифікації |              |          |

## Ремікси й кавер-версії
- У 2002 році німецький ді-джей Vanguard випустив сингл у колаборації з «Queen», «The Official Club Mixes». У той час сингл досяг максимальної 15 позиції в «UK Singles Charts»[11].
- У 1988 році гурт «Public Enemy» використав семпл пісні «Flash» для своєї пісні «Terminator X to the Edge of Panic», що вийшла в альбомі «It Takes a Nation of Millions to Hold Us Back»[12].
- Відомо, що чиказький гурт «Tub Ring» виконував кавер-версію до пісні на своїх концертах.
- Пісню зіграв гуртом «My Chemical Romance» у турне «Projekt Revolution», у декількох виступах.
- Гурт із Сан-Дієго «The Locust» випустив кавер-версію до пісні.
- Гаражний рок-гурт «Louis XIV» випустив кавер-версію до пісні у своєму міні-альбомі 2007 року «The Distances from Everyone to You».
- Гурт «Tenacious D» починав свій концерт з пісні «Flash», який увійшов на DVD «The Complete Master Works»[13].
- Гурт «The Protomen» виконав пісню «Flash» у своєму «Queen»-триб'ют-концерті, ця версія ввійшла до їхнього альбому «Present: The Night of Queen».
- Гурт «MaxNormal.TV» використовував пісню «Flash» у своїй пісні «Rap Fantasy». Назву «Flash» вони змінили на слова «Max Normal».
- Цю пісню поєднали з анімацією під назвою «Badger Badger Badger», щоб створити «Save the Badger Badger Badger», запис, що вийшов в знак протесту проти знищення борсуків у Великій Британії[14].

## Використання у поп-культурі
- Частина пісні часто гралася у домашніх матчах «Маямі Гіт», коли Двейн Вейд, якого називали «Флеш», робив захоплюючу гру.
- Цю пісню зіграли у домашніх іграх «Філадельфія Філліз», коли в гру входив запасний гравець Том Гордон, чий псевдонім «Флеш Гордон».
- Пісня відтворюється у фільмі «Леза слави», коли Вілл Ферелл та Джон Хідер проводили свої фінальні змагання разом з піснею, як фоном і основою для своєї гри в кінці фільму.[15]
- Деякі рекламні ролики «Sci Fi Channel» для телесеріалу «Flash Gordon» 2007 року відтворюють підпис з піснею за допомогою простого логотипа. Пісня фактично не використовується у  шоу.
- Марк Дадбрідж, англійський гравець у дартс, використовує «Flash» як свою вступну музику на сцені. Він має псевдонім «Флеш».
- «Flash» використали як відкриваючу пісню теми для «Fuji TV», яке транслювало Формулу-1 в Японії під час сезону 2007 року.
- Цю пісню відтворено в рекламі «Історії іграшок 2» на каналах «ABC1» та «Disney Channel», з використанням слова «Базз» замість «Флеш».
- NBA-зірка Шакіл О'Ніл співав пісню під час прес-конференції, але із заміною слова «Флеш» у фразі «Shaq, Ah! Ah! Greatest of the universe!»[16].
- Пісню показали в епізоді «Гріфінів» «Не всі собаки потрапляють на небеса», коли персонаж Браян ставить питання, чому ніхто не бачив Бога і що він робить на небесах[17].
- Цю пісню було використано в комерційній рекламі 2011 року для планшетного міні-комп'ютера «Playbook Blackberry», де «Flash» грала при вмиканні програми Adobe Flash Player у планшетний комп'ютер.
- Цю пісню нещодавно використали в рекламній кампанії «Невинний солодкий британець», із заміною слова «Флеш» на «Fruit».
- Цю пісню використали для промо реаліті-шоу «CBS» «The Amazing Race», із заміною слова «Флеш» на «Філ», посилаючись на господаря шоу Філа Кеогана.
- «Flash», разом з іншими піснями із саундтреку, використовували в комедійному фільмі «Третій зайвий» 2012 року.
- Цю пісню використали в комерційній рекламі «Clash Royale», із заміною слова «Флеш» на «Клеш».
- Нещодавно цю пісню використали в комерційній рекламі гри «Agents of Mayhem», із заміною слова «Флеш» на «Гейт», що рекламувало персонажа Джонні Гейта, при попередньому замовленні гри.

## Живі записи
- «Queen on Fire — Live at the Bowl»
- «Queen Rock Montreal»